# Kris Holden-Ried
Kris Holden-Ried (Pickering, Ontario; 1 de agosto de 1973) es un actor de origen canadiense. Estudió en la escuela de la Universidad Concordia de Montreal de negocios. Ha trabajado en series como The Tudors, interpretando a William Compton. También es conocido por su personaje de licántropo en la serie Lost Girl y en 2012 participó en la película Underworld: Awakening, interpretando a un licántropo mutado.

## Filmografía
- Young Ivanhoe - Ivanhoe (1995)
- La noche de los demonios 3 - Vince (1997)
- Riverdale - Shawn Ritchie (1997)
- Never Forget Me (1999)
- Degrassi: The Next Generation - Scott "Tracker" Cameron (2001-2004)
- Paradise Falls - Simon (2001-2002)
- The Crossing - Capitán Heineman (2000)
- K-19: The Widowmaker - Anton (2002)
- Una primavera de matar - Karl Hrynluk (2002)
- Los múltiples ensayos de Una Víctima - Harold Beckwith (2002)
- Ice Bound: Supervivencia de la Mujer en el Polo Sur (TV) - Moon (2003)
- Touch of Pink - Giles (2004)
- Mi tío Navy y otros trastornos hereditarios - Uncle Navy (2005)
- Big Girl - Gerry (2005)
- Waking Up Wally: El Walter Gretzky Story - Wayne Gretzky (2005)
- Niagara Motel - R.J (2006)
- A tiro de piedra  - Jack Walker (2006)
- Los Tudor - William Compton (2007)
- Aritmética emocional - joven Jakob Bronski (2007)
- La muerte de Alice Blue - Stephen (2008)
- Nunca olvide - Andy (2008)
- The One That Got Away (TV) - Scott Lawton (2008)
- El año pasado Nueva, - Eric (2008)
- MVP - Aleksei Protopopov (2008)
- A Broken Life - Mikhail (2008)
- Chica del mejor amigo-Jake (2008)
- Deadliest Sea - Bear (2009)
- Santa Baby 2 - Colin (2009)
- Lost Girl - (2010-2015) - Dyson
- The Bridge - Mike Bodanski (2010)
- Ben Hur (2010) - Cayo Antonio
- Cuatro Santos - John McCrae (2011)
- Sexting - Colin (2011)
- The Listener (2011)
- Underworld: Awakening (2012)
- The Umbrella Academy (2020)